# Novomijáilovski (Tuapsé, Krasnodar)
Novomijáilovski (del ruso: Новомихайловский) o Novmijáilovka (Новомихайловка) es un asentamiento de tipo urbano-balneario del raión de Tuapsé del krai de Krasnodar, en el sur de Rusia. Está situado en las estribaciones meridionales del extremo oeste del Cáucaso Occidental, en la orilla nororiental del mar Negro, en la unión de los valles de los ríos Nechepsujo -que desemboca en el mar Negro en la localidad- y Psebe, afluente del anterior, 24 km al noroeste de Tuapsé y 88 km al sur de Krasnodar, la capital del krai. Tenía 10 213 habitantes en 2010.
Es cabeza del municipio Novomijáilovskoye, al que pertenecen asimismo  Sportlágueria Elektrón, Doma Otdyja Kubán, Sanatoriya Chernormorie, Sanatoriya Agriya, Pansionata Olguinka, Bazy Otdyja Lastochka, Turbazy Primorskaya, Psebe, Ólguinka, Pliajo y Podjrebtovoye.

## Historia
La stanitsa Novomijáilovskaya fue fundada en 1864 como acantonamiento del batallón costero shapsug, en el emplazamiento de un anterior aul de esa etnia adigué. Su nombre deriva del reducto Mijailovski, que protagonizó en 1840 una heroica defensa, que se hallaba en la posición del actual Arjipo-Ósipovka. Tras la disolución del batallón en 1870 la localidad pierde su estatus. El 13 de junio de 1966 recibió el grado de asentamiento de tipo urbano-balneario.
En Novomijáilovski se hallan unas ruinas que según algunos investigadores corresponderían a la antigua ciudad cherquesa de Nikopsía.

## Nacionalidades

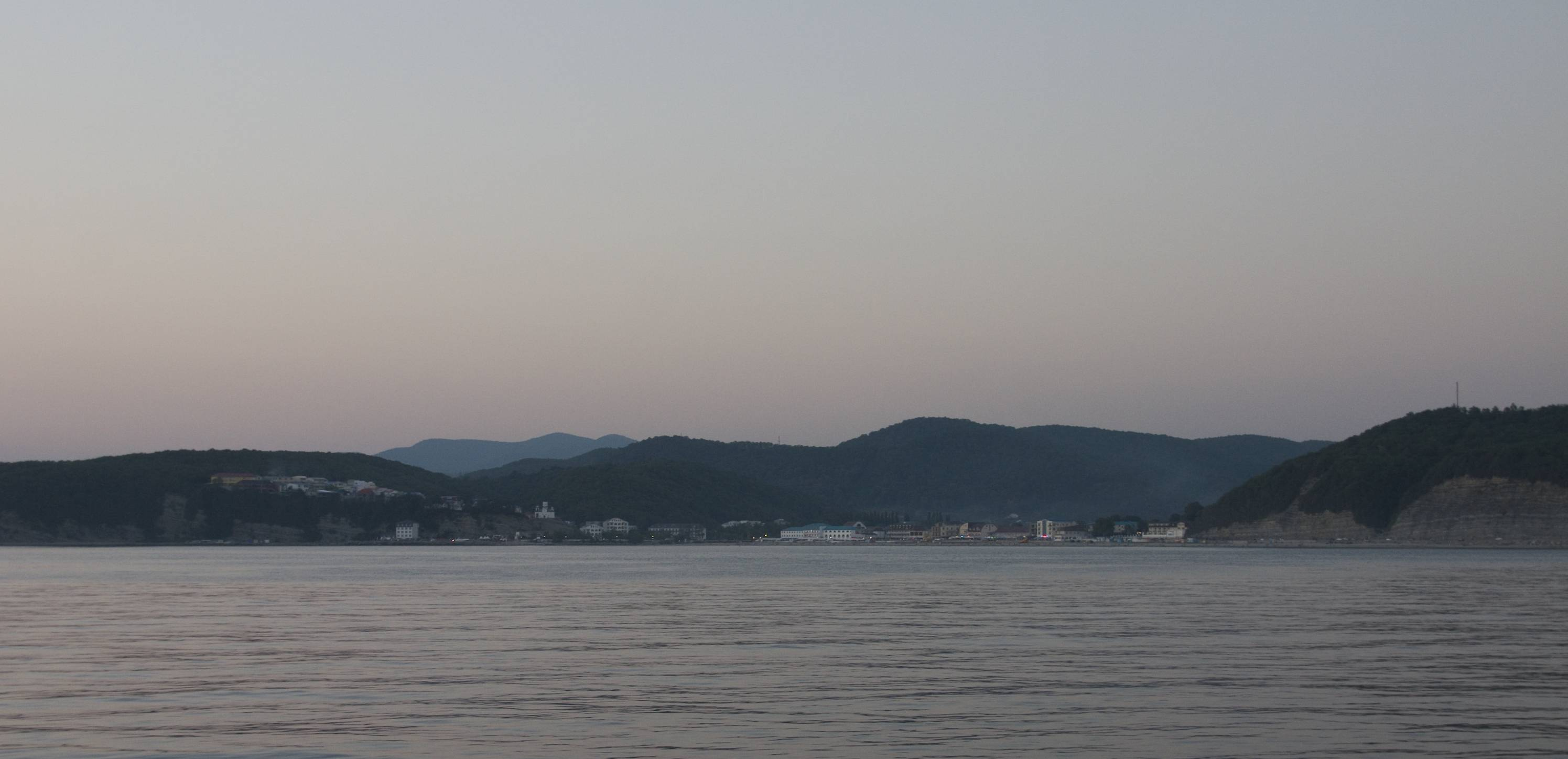
Novomijáilovski desde el mar Negro.

De los 10 238 habitantes con los que contaba en 2002, el 70.3 % de la población es de etnia rusa, el 18.4 % es de etnia armenia, el 4.5 % es de etnia adigué y el 2.6 % de etnia ucraniana.

## Economía y transporte
El campamento estatal Orliónok cuenta con instalaciones en la localidad.
Por la localidad pasa la carretera federal M27 Novorosíisk-Dzhubga-Tuapsé.